# Martin Benedik (profesor)
Martin Benedik, slovenski profesor tujih jezikov, * 8. april 1950, Bukovščica.
Po končanem študiju latinščine in nemščine na ljubljanski filozofski fakulteti med leti 1969 - 1974 je poučeval latinščino na osnovnih šolah in gimnazijah v Ljubljani in Škofji Loki, na delavskih univerzah pa nemščino. Od leta 1975 je lektor za latinščino; ima tečaje latinščine za študente romanistike, arheologije, zgodovine in umetnostne zgodovine. Honorarno predava veterinarsko-medicinsko terminologijo na Fakulteti za veterino; od leta 1993 je predavatelj latinščine na Teološki fakulteti v Ljubljani.
Objavil je več strokovnih člankov v Linguistiki, v Vestniku Društva za tuje jezike, v Živi antiki, v Medicinskih razgledih in v reviji Keria. Iz latinščine je prevajal naravoslovne, jezikoslovne, zgodovinske in druge strokovne tekste. Sodeloval je pri pripravi Pravnega terminološkega slovarja in Latinsko-slovenskega slovarja. 
Leta 2002 ga je minister za pravosodje imenoval za sodnega tolmača za latinščino. 
Ukvarja se z zbiranjem latinskih napisov novejših obdobji in jih posreduje študentom zgodovine. 